# درد واژن

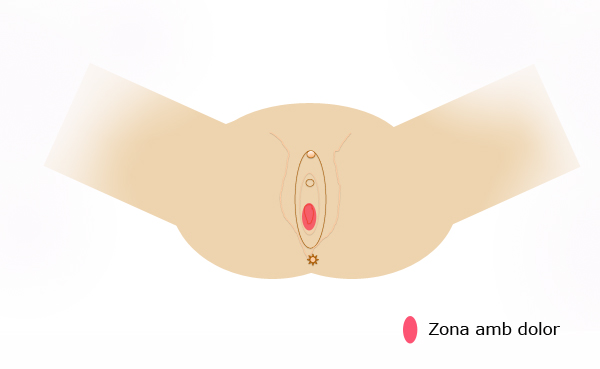
ناحیه واژن ، ناحیه ایجاد درد

درد واژن یا بیماری ولوودینیا (به انگلیسی: Vulvodynia) یک درد مزمن در ناحیه فرج است و هنوز علت اصلی ایجاد این بیماری از نظر پزشکی مشخص نشده‌است. اما برخی از دلایل اصلی ایجاد این مشکل سابقه ژنتیکی، ایمنی بدن و حتی رژیم غذایی نامناسب می‌باشد. گاهی نیز برای تشخیص علت این بیماری نیاز به بافت برداری از دهانه واژن است. علائم این بیماری به‌طور معمول شامل احساس سوزش یا حالت تحریک شدگی دائم همراه با درد است. گاهی تشخیص این بیماری حدود ۳ ماه طول می‌کشد.

## علائم
علامت اصلی ولوودینیا درد در ناحیه تناسلی شما است که این درد می‌تواند ویژگی‌های زیر را داشته باشد:
- سوزش
- اذیت شدن هنگام فعالیت‌های روزانه
- حالت نیش زدگی در واژن
- بی‌حسی واژن
- مقاربت دردناک
- ایجاد نبض در واژن
- خارش

درد شما ممکن است مداوم یا گاه به گاه باشد. همچنین احتمال دارد فقط در صورت لمس و تحریک ناحیه تناسلی درد احساس شود. گاهی ممکن است درد را در کل ناحیه ولو خود احساس کنید، یا درد تنها در ناحیه خاصی مانند دهانه واژن (دهلیز) شما را اذیت کند. در این بیماری بافت واژن ممکن است کمی ملتهب یا متورم به نظر برسد؛ اما در بیشتر مواقع، طبیعی است.
بیماری وستیبولودینیا نیز علائمی مشابه دارد و گاهی با درد دهانه واژن اشتباه گرفته می‌شود؛ اما در این بیماری شما بیشتر در ناحیه اطراف واژن احساس فشار می‌کنید و با درد دهانه واژن فرق دارد.

## عوامل خطر ساز
با اینکه هنوز پزشکان نمی‌دانند که دقیقاً چه عواملی باعث ایجاد درد واژن می‌شود، اما تجربه نشان داده‌است که عوامل مؤثر احتمالی عبارتند از:
- آسیب دیدن یا تحریک اعصاب اطراف ناحیه ولو
- عفونت‌های واژن در گذشته
- آلرژی یا پوست حساس
- تغییرات هورمونی
- اسپاسم یا ضعف عضلانی در کف لگن

## نحوه تشخیص
پزشک برای تشخیص ممکن است موارد زیر را انجام دهد:

### معاینه لگن
پزشک با معاینه لگن دستگاه تناسلی و واژن شما را از نظر علائم عفونت یا سایر علل معاینه می‌کند. حتی اگر هیچ مدرک قابل مشاهده از عفونت وجود نداشته باشد، ممکن است از سلول‌های واژن نمونه ای برای آزمایش عفونت مانند عفونت قارچی یا واژینوز باکتریال گرفته شود.

### تست پنبه
در این تست پزشک از یک سواب پنبه مرطوب استفاده می‌کند تا به آرامی مناطق خاص و موضعی درد را در ناحیه ولو شما را بررسی کند.

## درمان
درمان قطعی و مشخصی وجود ندارد. برخی از اقدامات کاهش یا درمان درد دهانه واژن شامل مراقبت از ولو، بهبود رژیم غذایی، استفاده از برخی داروها، مشاوره و در صورت مؤثر نبودن درمان‌های انجام شده، جراحی است. طبق آمارهای پزشکی جهانی این بیماری تقریباً ۱۶٪ از خانم‌ها را تحت تأثیر قرار می‌دهد. درمان‌های مختلف ممکن است برای همه افراد مبتلا تأثیر یکسانی نداشته باشد. در این‌جا به صورت مفصل این روش‌های درمانی را شرح می‌دهیم:

### تغییر سبک زندگی
تغییر سبک زندگی مانند استفاده از لباس زیر پنبه ای، استفاده نکردن از موادی که باعث تحریک ناحیه تناسلی می‌شوند و استفاده از روان‌کننده در حین رابطه جنسی می‌تواند در کاهش این درد تأثیر زیادی داشته باشد.

### فیزیوتراپی و ایجاد حس آرامش
بیوفیدبک که غالباً توسط فیزیوتراپیست‌ها انجام می‌شود، شامل قرار دادن حسگر واژن برای درک قدرت عضلات و کمک به بیمار در کنترل بیشتر عضلات خود است تا تفاوت بین انقباض و آرامش را احساس کند. این جلسات با توصیه‌هایی در خانه از جمله اغلب تمرینات کگل و ایجاد آرامش همراه هستند که به خوبی درد را کاهش می‌دهند.

### داروها
تعدادی از داروها برای درمان ولوودینیا استفاده می‌شوند. با این حال هنوز این داروها نتوانسته‌اند درمان صد درصدی انجام دهند. این داروها اغلب شامل کرم‌ها و پمادهای حاوی لیدوکائین و استروژن هستند. داروهای ضد افسردگی و ضد تشنج نیز گاهی امتحان می‌شوند. داروهای تزریقی شامل استروئیدها و سم بوتولینوم نیز استفاده می‌شوند اما تأثیر چندانی نداشته‌اند.

### جراحی
در صورت مؤثر نبودن سایر درمان‌ها، ممکن است جراحی که طی آن فیبرهای عصبی ناحیه ولو بریده می‌شود، توصیه شود. با اینکه جراحی ۶۰ تا ۹۰ درصد بیماری را بهبود می‌دهد اما آمارها نشان داده‌اند که افرادی که از روش‌های دیگر استفاده کرده‌اند نیز ۴۰ تا ۸۰ درصد بهبود یافته‌اند.